# Nagai Chaudhry
Nagai Chaudhry é uma vila no distrito de Mahendragarh, no estado indiano de Haryana.

## Demografia
Segundo o censo de 2001, Nagai Chaudhry tinha uma população de 7368 habitantes. Os indivíduos do sexo masculino constituem 53% da população e os do sexo feminino 47%. Nagai Chaudhry tem uma taxa de literacia de 58%, inferior à média nacional de 59,5%: a literacia no sexo masculino é de 67% e no sexo feminino é de 48%. Em Nagai Chaudhry, 13% da população está abaixo dos 6 anos de idade.